# أتسوشي شيراإي
أَتسوشي شيراإي (باليابانية: 白井 淳) (مواليد 18 أبريل 1966)، هو لاعب كرة قدم ياباني سابق كان يلعب كحارس مرمى.

## وصلات خارجية
- أتسوشي شيراإي على موقع رابطة كرة القدم اليابانية للمحترفين (اليابانية)
- أتسوشي شيراإي على موقع عالم كرة القدم.نت (الإنجليزية)